# Terebratulina austroamericana
Terebratulina austroamericana är en armfotingsart som beskrevs av Zezina 1981. Terebratulina austroamericana ingår i släktet Terebratulina och familjen Cancellothyrididae. Inga underarter finns listade i Catalogue of Life.